# Le Calvaire d'une reine
Pour plus de détails, voir Fiche technique et Distribution.
Le Calvaire d'une reine est un film muet français réalisé par René Leprince et Ferdinand Zecca, et sorti en 1915.

## Synopsis
Le grand-duc et sa femme complotent contre la reine. Ils tentent d'éloigner un lieutenant jugé trop proche de la reine, mais celle-ci s'y oppose.

## Fiche technique
- Titre : Le Calvaire d'une reine
- Réalisation : René Leprince et Ferdinand Zecca
- Scénario : René Leprince et Ferdinand Zecca
- Photographie :
- Montage :
- Producteur :
- Société de production : Pathé Frères
- Société de distribution :  Pathé Frères
- Pays de production :  France
- Langue : film muet avec les intertitres en français
- Métrage :  1 110 mètres dont  990 mètres en couleurs[1]
- Format : Noir et blanc — 35 mm — 1,33:1 — Muet
- Genre : Film dramatique
- Durée : 37 minutes
- Date de sortie :
  - France : 8 janvier 1915

## Distribution
- René Alexandre
- Gabriel Signoret
- Gabrielle Robinne
- Mado Minty
- Juliette Malherbe
- Léontine Massart